# 黎文紳
黎文紳（1932年5月15日—2005年9月26日），原越南共和國軍將領，出身炮兵，軍銜准將。

## 1975年
黎文紳於2005 年 9 月 26 日中午12時25分在美國加利福尼亞州威斯敏斯特去世，享年73歲。